# Provincia de Hamadán

Condados de Hamadán

La provincia de Hamadán es una de las 31 provincias de Irán. Situada en el centro del país, su capital es la ciudad de Hamadán.
La provincia cubre un área de 19,546 km². En el año 1996, contaba con una población de aproximadamente 1,7 millones de personas.
Algunas ciudades importantes de Hamadán además de la capital son: Tuiserkan, Nahavand, Malayer, Asad Abad, Bahar, Razan, Kabudrahang.